# توشیوکی تامامورا
توشیوکی تامامورا (انگلیسی: Toshiyuki Yamamura؛ زادهٔ ۹ ژوئیهٔ ۱۹۶۴) بازیکن هندبال اهل ژاپن بود.